# Say You Will (singel Foreigner)
Say You Will – piosenka rockowa zespołu Foreigner, wydana w 1987 roku jako singel promujący album Inside Information.

## Charakterystyka
Piosenka była typowym przykładem odchodzenia zespołu Foreigner w latach 80. od brzmienia hardrockowego na rzecz soft rocka. Zespół szeroko wykorzystał w piosence syntezatory. Utwór charakteryzuje się mocnym refrenem. W warstwie tekstowej podmiot liryczny zastanawia się, czy ma szansę na nawiązanie romansu z pewną kobietą.
Do utworu zrealizowano teledysk w reżyserii Davida Finchera.

## Pozycje na listach przebojów
| Lista             | Pozycja | Źródło |
| ----------------- | ------- | ------ |
| Belgia (Flandria) | 24      | [ 4 ]  |
| Holandia          | 12      | [ 4 ]  |
| Niemcy            | 22      | [ 4 ]  |
| Norwegia          | 4       | [ 4 ]  |
| Stany Zjednoczone | 6       | [ 5 ]  |
| Szwajcaria        | 20      | [ 4 ]  |
| Wielka Brytania   | 71      | [ 6 ]  |